# Листи в минуле життя (фільм)
Листи в минуле життя  — російський фільм режисера Олександра Аравіна знятий в 1994 році.

## Сюжет
Герой фільму працює в охороні метрополітену. Його напружені стосунки з дружиною і коханкою дозволяє вибух в метро, в результаті якого він випадково залишається живий, про що ніхто не знає. Ця обставина дає йому можливість почати нове життя з новою коханою, але минуле переслідує його.

## У ролях
- Андрій Соколов — Вадим
- Тетяна Лютаєва — (головна роль)
- Ксенія Качаліна — (головна роль)
- Олена Кучеренко — Белла
- Сергій Векслер
- Олександр Мохов — друг героя
- Володимир Стержаков
- Тетяна Куликова
- Олег Останін
- Сергій Зуб
- Валерій Еремичев
- Володимир Мащенко — дядько Вася
- Андрій Чернишов
- В. Сорокін
- Г. Ткач
- Володимир Д'ячков
- Р. Матусевич

## Нагороди
- Номінація на приз «Зелене яблуко золотий листок» за 1995—1996 в категорії «Найкраща робота художника» (А. Гаджієв)
- Приз за найкращу чоловічу роль (А. Соколов)
- Кінофестиваль «Нове кіно Росії» (Єкатеринбург, 1995)